# Chleuhs
Pour les articles homonymes, voir Chleuh (homonymie).
Les Chleuhs (chleuh : ⵉⵛⵍⵃⵉⵢⵏ, translitt. : Ichelḥiyen) sont un groupe ethnique berbère de langue chleuhe, variante du berbère, et majoritairement de confession musulmane sunnite qui représentent 55 % des berbères marocains (8 à 10 millions de personnes), et vivant surtout dans le centre et le sud du Maroc.
Les Chleuhs sont établis dans le pays chleuh, une région du Maroc s'étendant au nord d'Essaouira jusqu'à Azilal et s'étendant à l'est vers le sud à travers l'oued Draa, à l'ouest l'océan atlantique et au sud jusqu'à Guelmim, la porte du Sahara. Cette région comporte principalement le Haut Atlas, l'Anti-Atlas ainsi que la vallée du Souss. Il existe cependant quelques communautés récentes dans le Sahara, notamment dans les régions de Laayoune et de Dakhla, ainsi que dans les grandes villes marocaines comme Casablanca ou Rabat.
Dans les faits historiquement au Maroc le terme de Chleuh (en arabe marocain : chelh ou shelh) ou Chellaha (sing. Chelh) désigne toutes les populations berbérophones en général que ce  soit du Sous (Souss), du Moyen-Atlas, du Tafilalet ou encore du Rif. C’est toujours le cas aujourd’hui. 
Le terme se retrouve aussi ailleurs au Maghreb notamment en Tunisie où chelha ('shelha) désigne la langue berbère en général, et sa variante locale le chelha tunisien.

## Étymologie
La première mention connue à ce jour du nom est dans le livre de Luis del Mármol Carvajal en 1667 qui écrivit sur le continent africain : « [...] dans Maroc et dans toutes les provinces de cet Empire, aussi bien que parmi les Numides et les Gétules qui font vers l’occident, on parle la langue africaine pure, qu'on nomme Chilha et Tamazegt, noms fort anciens. ».
L'étymologie du nom Achelḥi ou Tachelḥit n'est pas établie, elle reste donc un mystère. Cependant, il y a plusieurs hypothèses à propos de ce sujet. Le premier a s'être intéressé à l'étymologie du nom est le français William de Slane en 1856. Il dit que le nom venait du mot Acluḥ (pluriel : Iclaḥ) qui signifie « tente de poil de chameau » : « […] dans les provinces méridionales de l’empire marocain, les Berbères s’appellent chelouh, mot dérivé du nom berbère achlouh, au pluriel ichlah, qui signifie tente de poil de chameau. Ils donnent au dialecte qu’ils parlent le nom de chelha, mot provenant de la même racine que le précédent. »
En 1905, Auguste Mouliéras donne son hypothèse qui est un peu différente de la précédente : « Le mot chlouh’ vient du terme braber achlouh’, pluriel : ichelh’en qui signifie « natte en jonc, en alfa ou en palmier nain, vieille et déchirée. »
Selon Van Den Boogert, ces hypothèses restent incertaines, voire douteuses. En ce qui concerne la première, il existe bien un terme Acluḥ signifiant tente, ce dernier n’est utilisé que dans l’aire taqbaylit en Algérie. De plus , le premier sens du mot Acluḥ est plutôt « étoffe grossière en laine », le sens de tente n'est que son deuxième sens.

L'écrivant Allemand Johann Wetzstein  constatant que l'origine du mot Cluḥ est arabe pose une autre hypothèse :  

« [...] Le nom schulûḥ signifie : « gueux, canailles de voleurs et de meurtriers ». [...] Ce mot désigne, dans la langue la plus ancienne, une longue branche d’arbre, et aujourd’hui encore, au Liban, une forte branche, tant sur l’arbre que coupée, se nomme schilḥ , pluriel schulûḥ . On transpose l’image sur des hommes rudes, grossiers, et à Damas on dit : « Levez-vous, vous êtes couchés là comme schulûḥ el-arab, des gourdins de bédouins. » Plus largement schilḥ signifie le voleur, ainsi qu’on le rencontre souvent dans les 1001 Nuits. »

Cette théorie sera reprise, quelques années plus tard, par son compatriote Hans Stumme. Toutefois, cela reste une hypothèse qui ne se base pas sur la linguistique de la région ; en effet, l’auteur, dans son argumentaire, fait appel à l’arabe littéraire et à l’arabe dialectal du Proche-Orient pour un terme que l’on n’entend largement et spécifiquement que dans l’arabe vernaculaire du Maroc.
Le troisième à avoir émis une hypothèse est l'écrivain anglais Robert Cunninghame Graham en 1898. Il écrit : « Shillah est le nom arabe des Berbères du Sud, c'est-à-dire de l'Atlas et du Sahara ; Shluoch, en arabe, signifie « chassé » et Shillah, les « gens chassés ». Les Shillah s'appellent eux-mêmes Amazeight, c'est-à-dire le peuple noble. Cette différence d'opinion quant à la nomenclature a été observée dans d'autres nations. […] Les Arabes n'utilisent ni le mot « Tamazirght » ni le mot « Berbère », mais appellent les tribus berbères « Shillah », c'est-à-dire les « exclus » ; le verbe est « Shallaha » et le terme utilisé pour le discours Shluoch. »
Certains chercheurs et écrivains pensent que le nom est d'origine arabe et signifie voleurs, cependant, il y a aussi des hypothèses que le nom est d'origine berbère comme l'écrivain Mohammad Aqdim qui dit dans un de ses articles que le nom Chluḥ, en réalité, est le nom originel que se sont donné les peuples autochtones du Maroc, Masmouda dans le Haut Atlas, Al Haouz à Marrakech, le Souss et l'Anti-Atlas. En tachelhit, le verbe yecallah (prononcé "yechallah") signifie sédentaire, ce qui indique que le nom chloh signifie les sédentaires et les résidents ou la population stable. Il ajoute aussi qu'il n'y a aucun intérêt à recourir à la recherche du sens des mots « challah » et « chluh » dans d'autres langues que le tachelhit.
Selon Rachid Agrour, le mot est arabe et non berbère. Mais le fait de chercher dans le vocabulaire de l’arabe littéraire semble peine perdue étant donné qu'il s'agit d'une langue figée depuis des siècles. Contrairement à l'arabe vernaculaire (darija) qui est une langue vivante et en perpétuelle évolution. En darija, la racine [clḥ] n'a pas d'autre sens à part celui lié aux berbères. Ainsi, il élabore son hypothèse sur le fait qu'elle aurait subi l’action du rhotacisme, permutation du /r/ vers le /l/. En darija, le verbe cerreḥ signifie inciser, disséquer. Pour les arabophones donc la chelha serait une langue arabe qui aurait été tailladée, mutilée et à tel point dégradée qu’elle en serait devenue méconnaissable, inintelligible.

## Histoire

### Antiquité
Certains auteurs apparentent les Atlantes aux Chleuhs,,,. Les Atlantes sont décrits pour la première fois par l'historien grec Hérodote comme étant le peuple berbère habitant le sud de l'actuel Maroc. Ils seraient le peuple libyque le plus occidental de Libye antique (Afrique du Nord-Ouest) continentale (si l'on exclut les Guanches, Berbères insulaires des îles Canaries). Ils tirent leur nom du mont Atlas, c'est-à-dire la partie occidentale de l'actuel massif de l'Atlas, dont ils habitent la région et qui est nommée d'après le titan Atlas (Enquête, IV, 184-185).

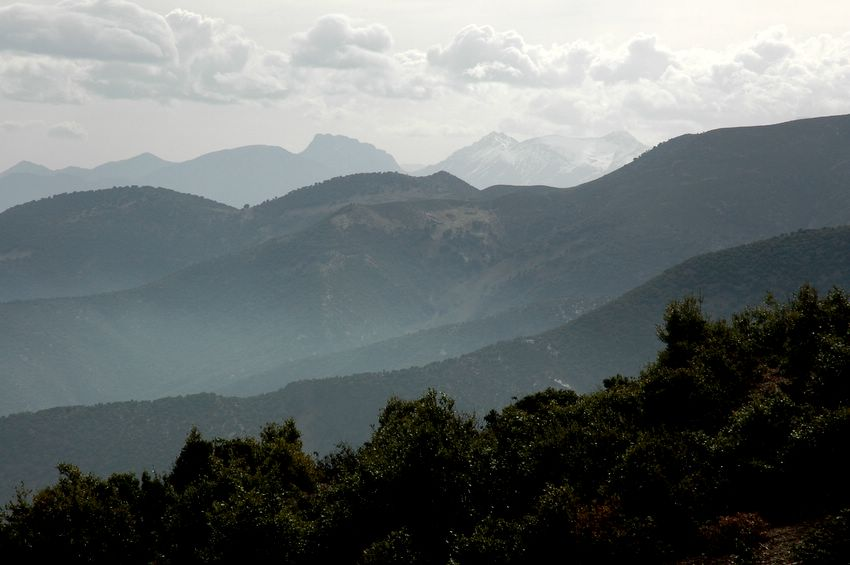
Vue sur le Toubkal, point culminant du massif de l'Atlas depuis Tizi-n-Tagourant dans l'Adrar Azrou Wizem.

Pour Pierre Vidal-Naquet, Platon a pu s'inspirer du nom de la tribu berbère des Atlantes décrite par Hérodote pour nommer la cité fictive qu'il imaginait : l'Atlantide.

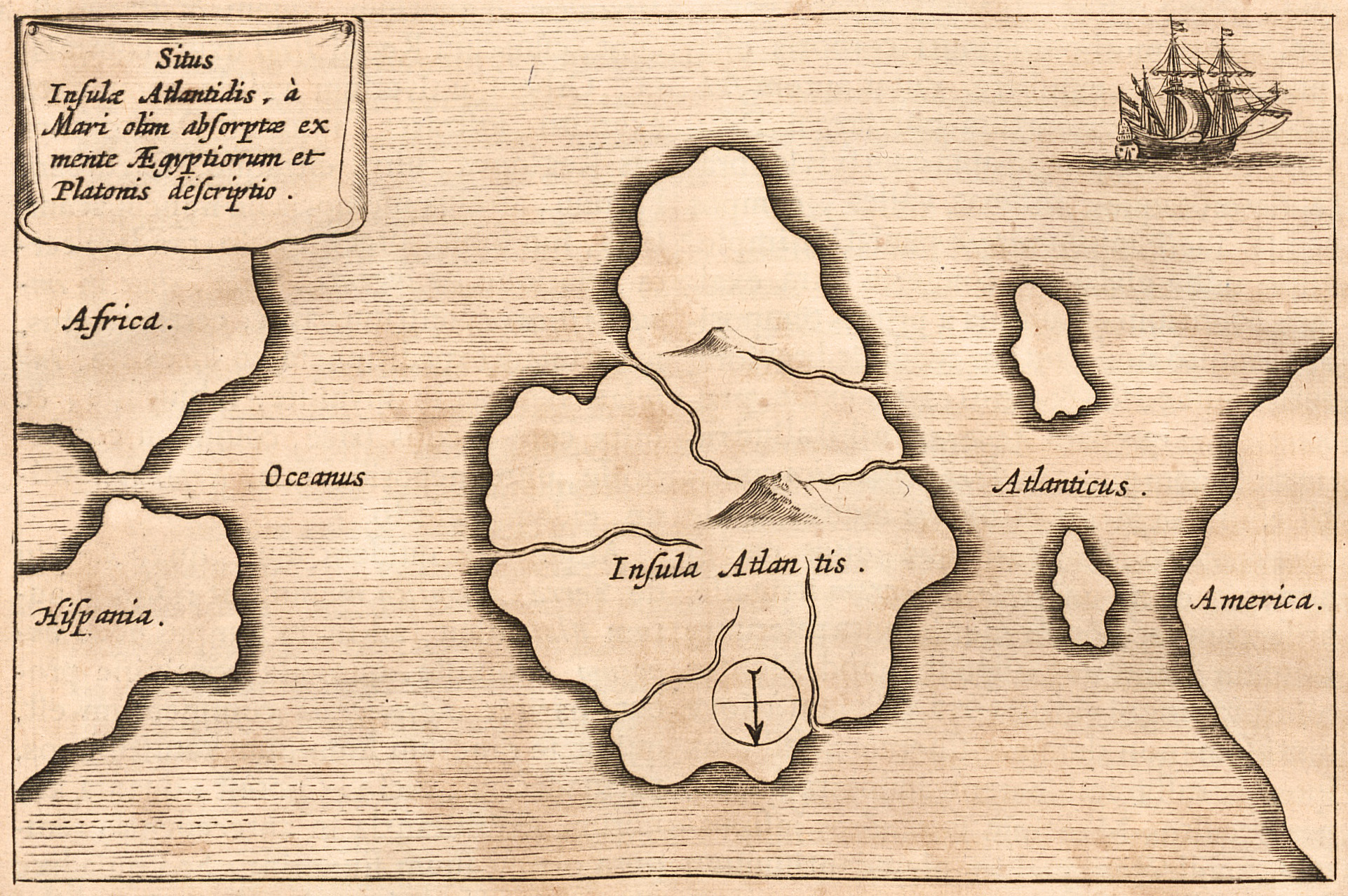
L’Atlantide, île mythique de Platon, dont les habitants portent le nom dAtlantes.

### Moyen-Âge

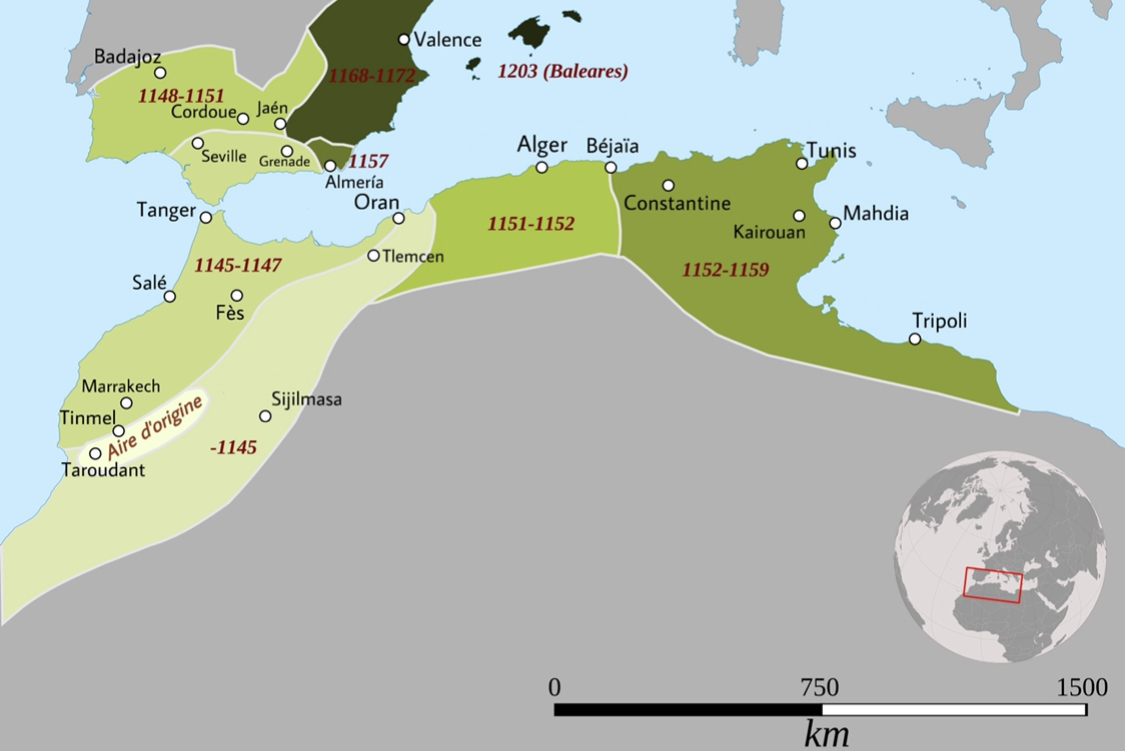
Le califat almohade, empire masmoudien fondé par l'imam Ibn Toumert dans le Haut Atlas occidental (actuelle province d'Al Haouz, au Maroc).

Les Chleuhs du Maroc moderne correspondent à l’ancienne tribu des Masmouda,,,,, cette dénomination est toutefois tombée en désuétude dans le langage courant. Les Chleuhs, alors appelés Masmouda, s'installèrent dans de vastes régions du Maroc où ils étaient sédentaires et pratiquaient l'agriculture. La résidence de leur aristocratie était Aghmat, dans le Haut Atlas. À partir du Xe siècle, des tribus berbères des groupes Sanhadja et Guezoula migrèrent en territoire Masmouda, notamment dans le Souss. En adoptant la langue masmoudienne et la culture des Masmouda, ces tribus, en plus des tribus Masmouda natives, forment aujourd’hui le peuple Chleuh.

### Temps modernes

#### Royaume du Tazeroualt
Le Tazeroualt est un État indépendant né au XVIIe siècle, gouverné depuis sa capitale d'Iligh dans l'Anti-Atlas. Sidi Ahmed Ou Moussa Semlali (vers 1463 - vers 1563), un mystique a fondé sa propre zaouia. Les conquêtes de son arrière-petit-fils Sidi Ali Bou Dmia lui permirent d'établir un royaume sur la région Tazeroualt, le Souss et la région présaharienne comprise entre l'oued Souss et le Drâa.
Le fondateur spirituel de la dynastie était Ahmed Ou Moussa Semlali, un marabout du Souss né au milieu du XVe siècle et qui s'installa dans la région, où il fonde une zawiya qui attire des centaines de fidèles, venus recevoir son enseignement religieux. Ahmed ou Musa a maintenu des relations étroites avec la dynastie saadienne, la dynastie alors au pouvoir au Maroc et précédant l'actuelle dynastie des Alaouites. Il utilisa sa position religieuse pour se tailler son pouvoir dans l'appareil d'État marocain. Après sa mort, la tombe d'Ahmed ou-Musa est devenue un lieu de pèlerinage et ses descendants ont hérité d'une grande partie de la richesse et du statut qu'il avait acquis en tant que chef spirituel.
La mort du sultan saadien Ahmad al-Mansur en 1603 a déclenché une instabilité politique dans tout le Maroc, à tel point que le petit-fils d'Ahmed Ou Moussa Semlali, Ali Bou Dmia, a saisi l'opportunité pour transformer le statut religieux de la famille en pouvoir politique. Se nommant émir de Tazerwalt, il fonda une capitale à Iligh et consolida son contrôle sur la région en mobilisant ses fidèles religieux et ses alliances tribales. Contrôlant à la fois les routes commerciales terrestres et les principaux ports tels qu'Agadir, Ali Bou Dmia a extrait les ressources nécessaires pour lever une armée importante (principalement d'esclaves), qu'il a ensuite utilisée pour étendre davantage les frontières vers l'est.

Au milieu du XVIIe siècle, Ali Bou Dmia contrôlait une large bande du Sahara et du Maroc au sud des montagnes de l'Atlas, y compris d'importants centres de commerce transsaharien tels que la vallée du Draa, Sijilmassa, Touat et Taghazza. L'hégémonie de Ali Bou Dmia, cependant, a été menacée par la montée de la dynastie alaouite à Tafilalet, qui à la fin des années 1650 a capturé Sijilmassa et a érodé une grande partie de la puissance économique de Tazerwalt. Ali Bou Dmia est mort en 1659 et fut brièvement remplacé par son fils Muhammad, mais en 1670, les Alaouites rasèrent la capitale de Tazerwalt à Iligh, consolidant ainsi leur contrôle sur le Maroc et mettant définitivement fin à l'indépendance politique de Tazerwalt.

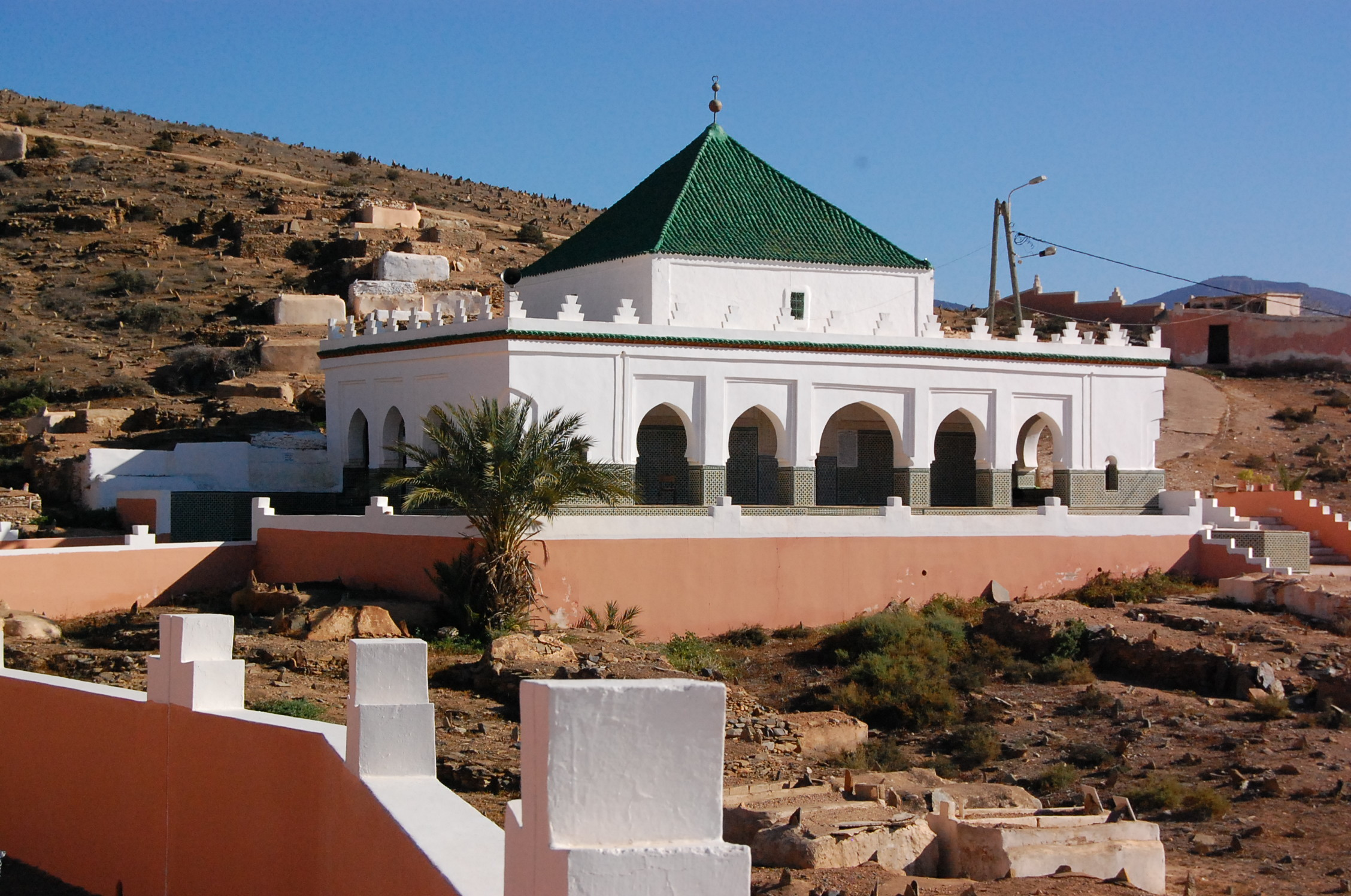
Tombe de Sidi Ahmed Ou Moussa (Ahmad u Musa) à Zawiya Sidi Ahmed Ou Moussa à Tazerwalt, Province de Tiznit.

Après la destruction d'Iligh, les descendants d'Ahmed Ou Moussa Semlali ont perdu la majeure partie de leur pouvoir politique, mais ont pu tirer parti de leurs liens familiaux avec le saint pour maintenir la richesse et le prestige social en tant que « Maison d'Iligh ». Sans jamais défier directement les Alaouites. règne, aux XVIIIe et XIXe siècles, ils ont regagné un pouvoir politique et même militaire important, jouissant d'un degré d'autonomie qui leur a donné le contrôle sur une grande partie de la région du Souss et leur a permis de réglementer le commerce et de mener des relations diplomatiques avec la dynastie alaouite au pouvoir et les puissances européennes .
Aujourd'hui, la zawiya de Sidi Ahmed ou Musa reste un lieu de pèlerinage et se situe dans le village de Sidi Ahmed Ou Moussa, qui porte son nom.

## Langue

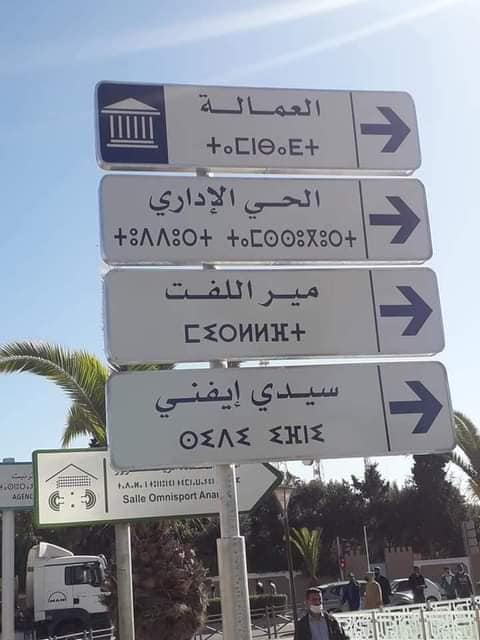
Panneaux de signalisation bilingues arabe-berbère à Tiznit.

Le chleuh est le plus important dialecte amazigh par le nombre de ses locuteurs, dont l'estimation varie entre 5 millions et 8 millions. Il s'étend sur la plus grande partie de l’Atlas : le Haut-Atlas (dans sa partie sud et ouest), l'Anti-Atlas et le Souss. Le tachelhit est parlé au Maroc méridional sur une zone s'étendant des pentes nord du Haut Atlas aux pentes méridionales de l'Anti-Atlas, limitées à l'ouest par l'Océan Atlantique. La limite orientale de son aire de répartition est marquée par l'axe Demnate-Ouarzazate ; au-delà de cette limite s'étend l'aire du tamazight du Maroc central. Les locuteurs de ce dernier dénomment le tachelhit du Souss tasusit pour le distinguer de leur langue qu'ils dénomment aussi tachelhit, mais les deux ne sont pas entièrement inter-compréhensibles.
Le tachelhit est connu pour sa riche littérature orale. La littérature écrite, en caractères arabes, apparaît à partir de la deuxième moitié du xive siècle ; Mohamed Awzal (1680-1749) est le poète le plus prolifique de la tradition littéraire chleuhe.
Le premier manuel d'apprentissage du chleuh est l'œuvre du « capitaine chleuh », Léopold Justinard, paru en 1914: Manuel de berbère marocain (dialecte chleuh).

## Économie
Dans une large mesure, la communauté berbère du Maroc contrôle sa situation économique. Dans le Maroc urbain, en particulier dans la partie ouest, les Chleuhs réussissent à maintenir des petites et grandes entreprises, telles que des magasins, des restaurants, des cafés, des usines, etc. Ils ont un quasi-monopole de l'épicerie dans les villes du nord du Maroc.
André Adam (en) note la grande solidarité entre les membres de la communauté Chleuh à Casablanca, et leur évitement des mariages mixtes avec d'autres groupes. Une telle remarque pourrait bien sûr s'appliquer davantage à la première génération qu'à la deuxième génération et aux suivantes de Berbères. L'auteur commente le domaine de cette solidarité chleuh : « Cette solidarité dépasse les frontières tribales, pour englober tous ceux qui parlent tachelhit. C'est une forme de comportement caractéristique des groupes minoritaires, qui doivent lutter pour être reconnus et sont conscients que la solidarité est la condition de réussite,. »

## Culture

### Religion
La majorité des chleuhs sont des musulmans sunnites, une petite minorité est chrétienne et juive.

### Tenues traditionnelles

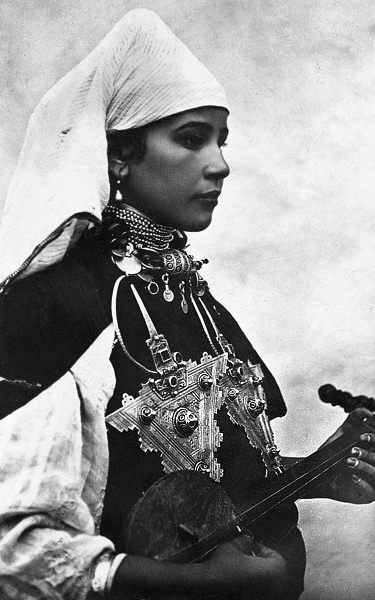
Musicienne chleuhe portant deux grandes fibules berbère (tazerzit) au début du XXe siècle.

Les tribus chleuhes au Maroc, en particulier dans la région du Souss, se distinguent par leurs femmes et filles portant une robe spécifique pour chaque tribu et village, d'une manière qui fait que les gens de la région reconnaissent la tribu de la femme à sa robe, qu'il s'agisse d'une tenue de tous les jours ou d'une tenue occasionnelle, et ils se composent de :
- Caftan Asmal ou Achayt : chemise rouge brodée de motifs qui reposent sur des fils de laine colorés en rouge, jaune et vert.
- Ssayah : jupe longue de couleur blanche ou noire, brodée de motifs. Elle se porte sur le caftan Asmal.
- Qatib : carré de soie rouge avec lequel la femme soussie se couvre les cheveux.
- Addal : longue robe blanche qui atteint les pieds, avec laquelle la femme soussie se couvre le corps et la tête.
- Idukan : babouches chleuhes[47].

La caractéristique la plus importante du costume traditionnel de Souss est la parure en argent amazighe, celle-ci diffère d'une tribu à une autre. La ville de Tiznit est l'une des villes les plus connues pour la vente d'argent au Maroc.
- Tawenza : couronne soussie faite d'argent et de corail.
- Taẓeṛẓit : fibule berbère en argent ornant la poitrine[50]
- Tanbalt : paire de bracelets à charnière en argent

Dans les tribus d'Ait Baamrane, les femmes portent une robe dont la caractéristique la plus distinctive est le bijou frontal Asni qui prend la forme de cornes d'argent. Et dans la région de Tafraout, les femmes portent Tamlḥaft ; une robe longue noire ou blanche.

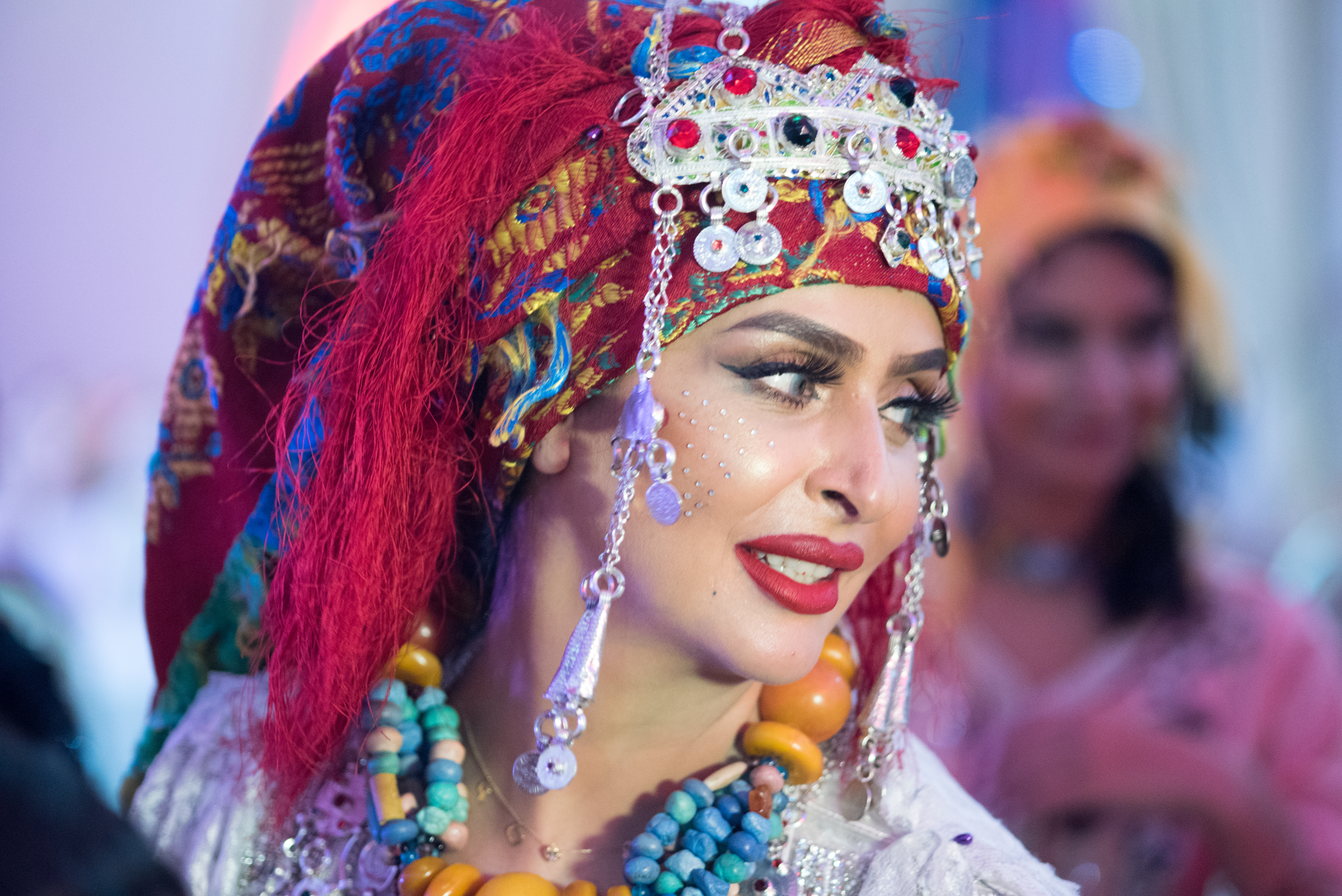
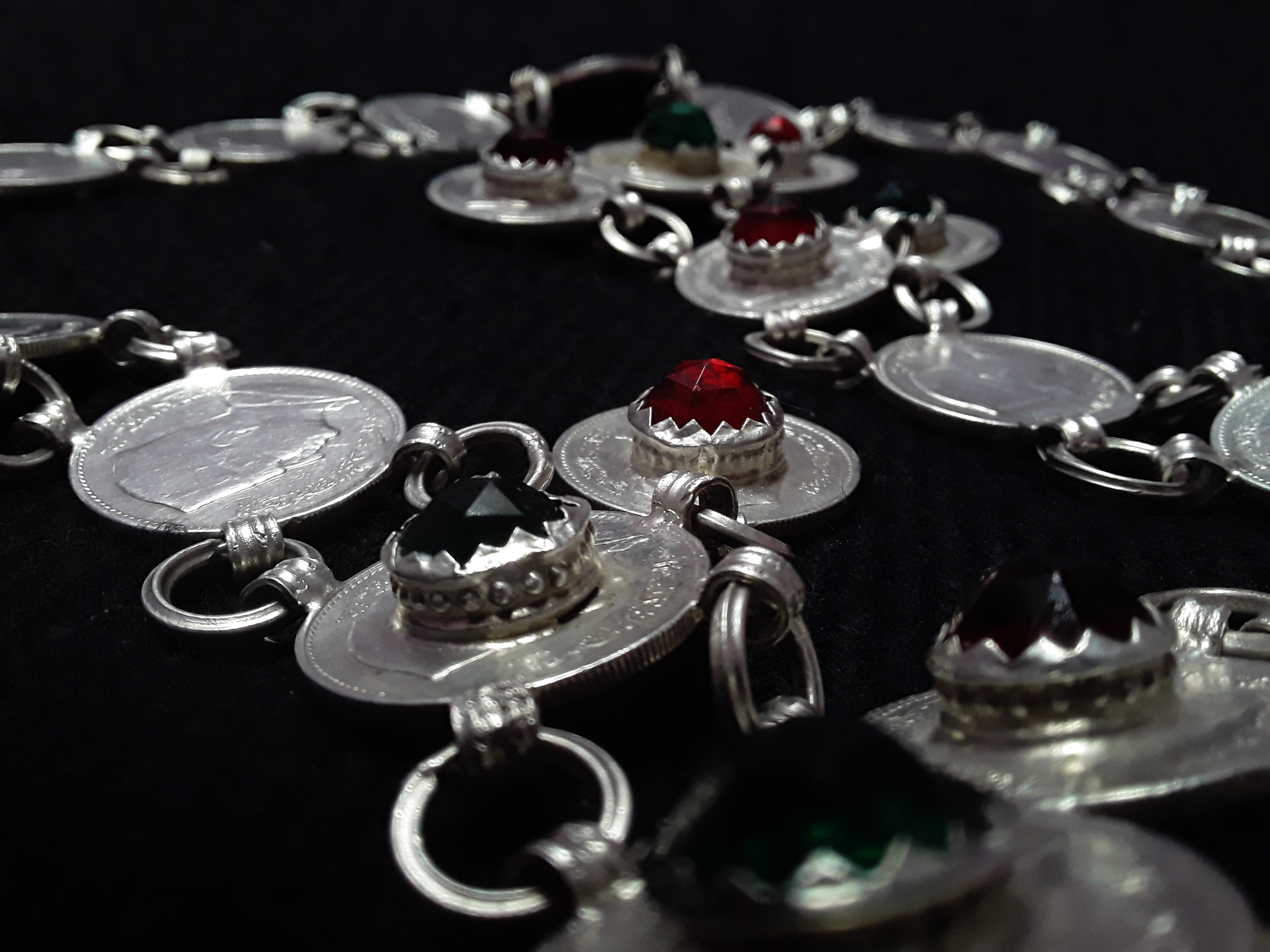
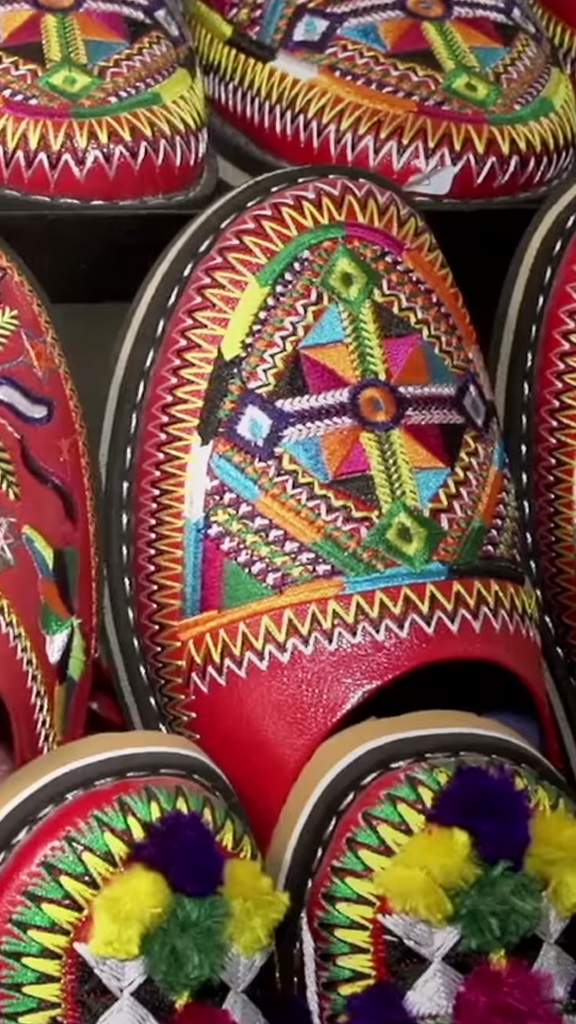

### Danse

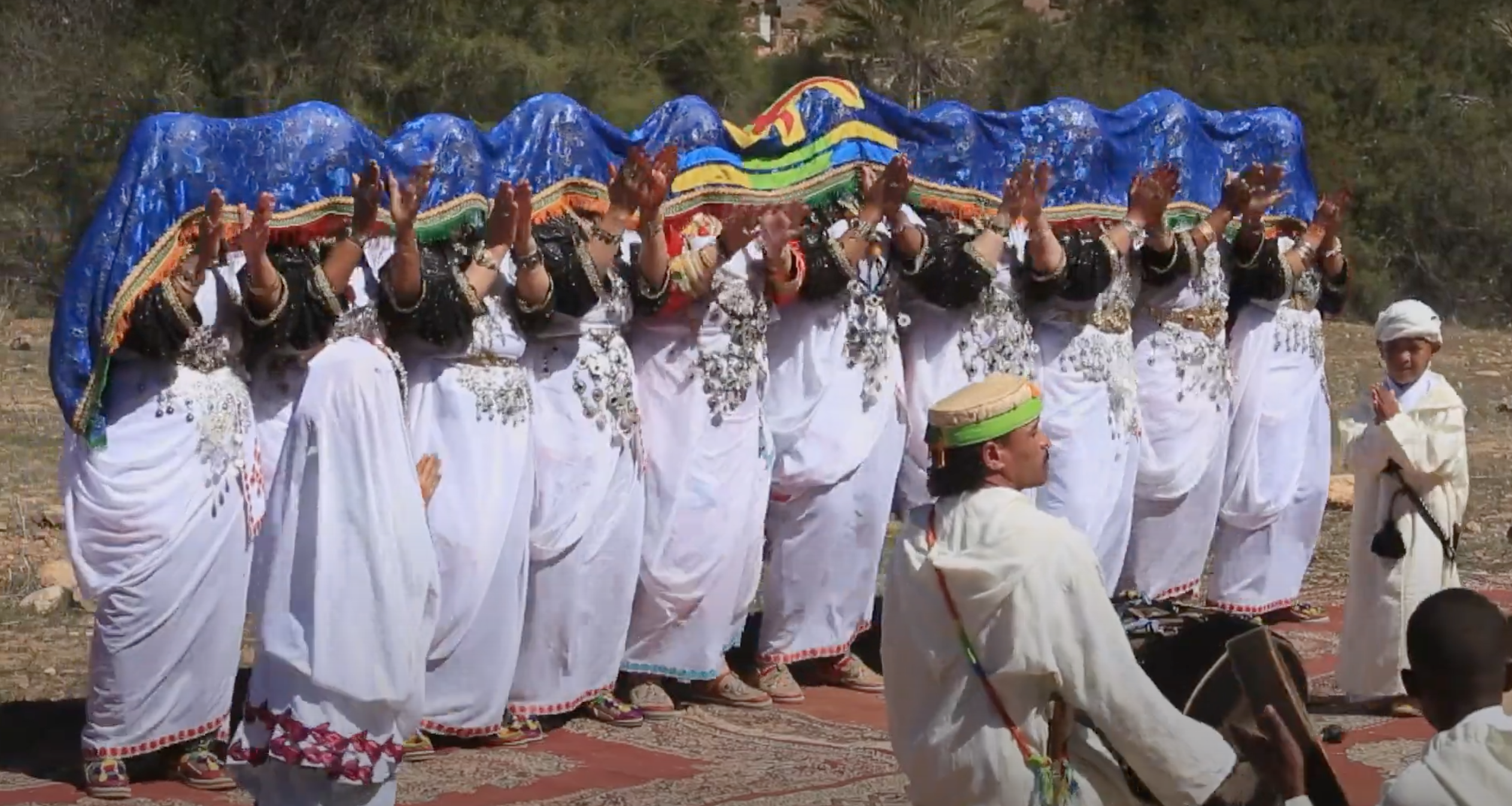
Aḥwac n Tfrxin dans la région de Tafraout.

La danse traditionnelle chleuhe ou aḥwac est un style de performance collective chleuhe, comprenant danse, chant, poésie et percussions. L’aḥwac est pratiquée à l'occasion de fêtes locales.
L’aḥwac s’organise en deux grands groupes de personnes, l’un est masculin et l’autre féminin, alternant des performances de chant, de danse, de poésie et de percussions sur des tambours à cadre. L'aḥwac reste une tradition villageoise avant tout. En conséquence, elle s'est développée de manière quelque peu indépendante au sein des différents villages, et les détails des représentations diffèrent.

### Cinéma
Le tout premier film berbère a vu le jour en 1934 avec l'apparition du premier film en langue chleuhe et en français appelé Itto. Le film a été réalisé par Jean Benoît-Lévy et Marie Epstein. Il a fallu attendre 55 ans, en 1989, pour voir le premier film complètement en chleuh, Tamɣart n wurɣ réalisé par le réalisateur Lahoucine Bouizgaren et qui met en vedette un groupe d'artistes chleuhs comme Ahmed Badouj (en),. Le film traitait en particulier le débat de l'identité et l'appartenance à la terre. Il a été suivi en 1992 par le film Butfunast (Le propriétaire de la vache), qui a révolutionné le cinéma amazigh, avec la participation de Mohammed Abaamran (en) et Lahoucine Ibourka (en).

### Fêtes

#### Bilmawen

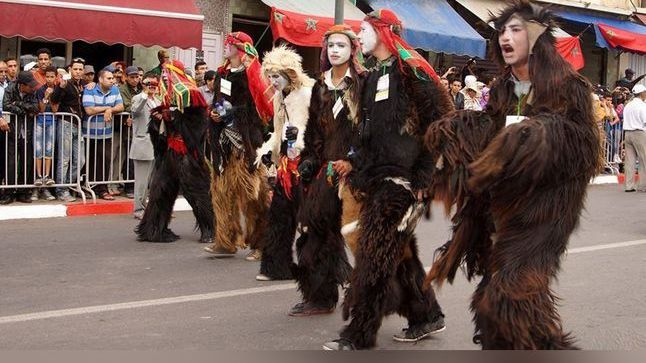
Festivale Bilmawen dans la ville de Dcheira.

Le Bilmawen est un festival folklorique traditionnel chleuh organisé chaque année à l'occasion de l'Aïd al-Adha dans le Souss et le Haut-Atlas occidental, principalement dans les villes de Dcheira et Inezgane, dans la banlieue sud d'Agadir.
Il s'agit d'individus portant des peaux de bélier ou de chèvre qui ont été abattus pendant l'Aïd avec de la peinture faciale au charbon de bois ou portant des masques et errant dans les rues des quartiers de la ville ou du village, allant de porte en porte pour demander de l'argent ou des peaux de mouton et de chèvre, avec l'aide de groupes populaires pour créer de la joie et du plaisir dans les rangs des spectateurs, et en même temps créer la panique et la peur en particulier chez les enfants et les femmes.
Le carnaval était à l'origine une pratique à dimension religieuse, un rite religieux, ou qui, du moins, avait une dimension spirituelle et qui s'est transformé au fil du temps en une activité basée sur le déguisement et le masque, pratiquée à des fins festives et comme moyen de s'affranchir des contraintes imposées, règles et normes sociales.

#### Iḍ innayer
Comme tous les Amazighs d'Afrique du nord, les Chleuhs célèbrent le nouvel an amazigh. Les familles chleuhes préparent des repas traditionnels comme le taguella, l'ourkimen, le berkouks ou bien le couscous.

#### Imɛacar
Imɛacar est une fête locale ou carnaval représentant la culture de Souss dans la région de Tiznit. Il est célébré chaque année sur les places et les rues de la ville, les habitants et les visiteurs de la ville assistent aux activités, chants, poèmes, contes du passé et rituels très anciens avec des vêtements qui expriment l'ancien caractère amazigh.

#### Idernan
Idernan constitue une fête annuelle pour les habitants des montagnes de Souss, entrecoupée de coutumes et de rituels liés à la qualité de la nourriture, aux formes de veille, et à l'échange de visites entre tribus selon des dates précises basées sur le calendrier agricole.

## Territoire

### Confédérations
Haut Atlas occidental et central
- Aït Ouaouzguit
- Ida Ou Ziki
- Ida Ou Zal
- Ida Ou Mahmoud
- Damsira
- Nfifa
- Seksaoua
- Mzouda
- Guedmioua
- Frouga
- El Arabe
- Ogdemt
- Goundafa
- Ou Zguita
- Sektana
- Rhirhata
- Ourika (Iwriken)
- Imssiwan
- Zenaga
- Tougana
- Igliwa
- Rhoujdama
- Ftouaka
- Oultana
- Ihahan
- Ida Ou Tanan
- M'Touga
- Imentaguen

Sahara
- Aït Baamrane
- Lakhsass
- Aït Ahmed
- Aït Nasse
- Aït Mribt
- Aït Harbil
- Tamanart
- Aït Ifrane
- Aït Rkha
- Imejjate
- Aït Brayyim
- Aït Jarrare
- Tagant

Vallée du Souss et Anti Atlas
- Mesguina
- Ksima
- Achtouken
- Aït Massa
- Aït Maadar
- Aït Aglou
- Aït Tiznit
- Ida Ou Ltit
- Ilalen
- Ammeln
- Aït Ali
- Aït Abdallah Ou Said
- Ighichan
- Aït Oufka
- Erguita
- Aït Iggas
- Zdarat
- Doudrar
- Isaffen
- Iberkaken
- Ida Ou Ziki
- Indouzal
- Guettioua
- Ouled Yahya
- Al Mnabha
- Samgue
- Rahhala
- Irghin
- Ida Ou Finis
- Ida Ou Zedout
- Ida Ou Knssous
- Asa
- Tagmout
- Ida Ou Ndif
- Tata
- Ida Ou Blale
- Jellal
- Aït Tissint
- El Faija
- Sektana
- Ou Zioua
- Ou Nein

## Personnalités chleuhes
- Abdellah ben Yassin, théologien et fondateur du mouvement almoravide
- André Azoulay, président de l’Institut Pierre-Mendès-France
- Arthur, animateur franco-marocain
- Audrey Azoulay, directrice générale de l'Unesco
- Ibn Toumert, théologien et fondateur de l’État almohade
- Faska u-Mzal, grand chef almohade
- Abû Muhammad `Abd al-Wâhid, gouverneur almohade d’Ifriqiya
- Abû Zakariyâ Yahyâ, fondateur du califat hafside
- Fannu, princesse et soldate almoravide
- Hammou Talb, poète
- Mohammed Khaïr-Eddine, poète
- Abdelaziz Chamkh, chanteur
- Saïd Taghmaoui, acteur
- Ali Azaykou, poète
- Aziz Akhannouch, homme politique et chef du gouvernement du Maroc
- Ahmed Adghirni, écrivain
- Ahmed Bizmaoun, chanteur
- Lḥaj Belaɛid, poète chanteur
- Mohamed Sasbo, poète chanteur
- Mohamed Mokhtar Soussi, savant
- Lahsen Ou Mbark Outmouddizt Abaaqil, mystique soufi
- Houssine El Baz, chanteur
- Saâdeddine El Othmani, homme politique
- Khadija Ryadi, militante des droits de l'homme
- Faṭima Tabaɛmrant, chanteuse
- Ahmed Assid, écrivain et militant amazighiste
- Gad Elmaleh, humoriste
- Rkiya Talbensirt, poétesse
- Abdellah Zakour, chef militaire et résistant
- Ahmed Boukous, linguiste et président de l’Institut royal de la culture amazighe
- Hassan Abouyoub, homme politique
- Mohamed Lahyani, arbitre international de tennis